# Tatort: Luna frisst oder stirbt
Luna frisst oder stirbt  ist ein Fernsehfilm aus der Krimireihe Tatort. Der vom Hessischen Rundfunk produzierte Beitrag ist die 1176. Tatort-Episode und wurde am 31. Oktober 2021 im SRF und im Ersten ausgestrahlt. Das Frankfurter Ermittlerduo Janneke und Brix ermittelt in seinem 14. Fall.

## Handlung
Kurz nach der Vorstellung ihres ersten gesellschaftskritischen Romans über Chancenungleichheit wird die 19-jährige Luise Nathan unter einer Brücke tot aufgefunden. Kommissarin Anna Janneke und ihr Kollege Paul Brix haben die Ermittlung übernommen und befragen Verlagschef Roland Häbler und den Lektor Marvin Gess. Sie geben an, dass die Autorin mit ihrem geplanten zweiten Roman nur langsam vorankam. Einen Selbstmord können sie sich aber nicht vorstellen. Da die Titelheldin über Selbstmord nachdachte, erwägen die Ermittler eine Parallele zwischen der Titelheldin des Buches und der Autorin. Aber Janneke liest das Ende des Buches und findet heraus, dass Luna keinen Selbstmord begeht. Luises Mutter, Friederike Nathan, die den Tod ihrer Tochter nicht gleich zu begreifen scheint, schließt Selbstmord aus. Janneke entdeckt in der Wohnung Hinweise darauf, dass Luises Roman vermutlich andere autobiografische Elemente enthält, denn manches, was was ihre Titelheldin Luna in ihrem Roman erlebt hat, scheint ihr selber widerfahren zu sein. Es stellt sich heraus, dass Luise keinen Selbstmord begangen hat. Aufgrund von Spuren an der Brücke geht die Polizei von einem Tötungsdelikt aus.
Luise engagierte sich, wie ihre Mutter, für die „Kelle“, einen Treffpunkt sozial gefährdeter Jugendlicher. Mit Nellie Kunze, die dort arbeitet, hatte sich Luise angefreundet. Trotzdem hatten Nellie und ihr Freund Dennis die Nathans vor einiger Zeit um 20.000 Euro erpresst. Friederike Nathan zeigt Janneke und Brix ein anonymes Schreiben, in dem die Summe verlangt wird, um eine entführte Luise freizulassen. Doch Frederieke Nathan glaubt, dass keine Entführung stattgefunden hat, und hat kein Lösegeld bezahlt, denn ihre Tochter war zuhause, als sie das Schreiben erhielt. Die Ermittler erkennen anhand von Luises Schilderungen in ihrem Buch, dass die beiden jungen Leute dahinter steckten. Da Janneke und Brix die Lösung des Falls hier vermuten, richten sie ihre Hauptermittlung auf die Familie Kunze. Nellie und ihr Freund geben die Entführung schließlich zu, aber Luise hatte sie erkannt und sich bereit erklärt, das Geld selbst zu bezahlen, von dem Geld, das ihr Vater ihr hinterlassen hatte. Sie wollte Nellie mit dem Geld eine bessere Zukunft ermöglichen. Nellie und Dennis leugnen aber eine Beteiligung am Mord an Luise.
Die Ermittler finden Parallelen zwischen Luna und beiden Mädchen, Nellie und Luise, und in dem geplanten zweiten Roman gibt es auch eine Geschichte, die auf Nellies Mutter basiert. Luise hat die Geschichte ihrer Freundin und deren Familie für ihren Roman benutzt. Aber Nellie trug Luise dies nicht nach. Nach der Entführung seien beiden 'quitt' gewesen.
Janneke und Brix sowie Jonas lesen den publizierten Roman und die vorhandenen Kapitel des geplanten Romans, um den Fall zu lösen. Sie finden langsam heraus, was der wahre Kern der Geschichten ist, und dies hilft ihnen schließlich, den Fall zu lösen. Die Ermittler haben im Laufe ihrer Ermittlungen festgestellt, dass Nellies Mutter mit der Erziehung ihrer beiden Töchter Nellie und Salena überfordert zu sein schien, sodass das Jugendamt schon mehrfach wegen Vernachlässigung der Kinder einschreiten musste. Inzwischen wollte auch Selenas Vater das Sorgerecht für seine Tochter einklagen. Für den Prozess benötigte Nellies Mutter eine entlastende Aussage von Luise Nathan. Weil Luise aber Zeugin eines Fast-Unfalls Selenas durch Vernachlässigung der Mutter ist, ließ sie sich nicht zu einem Meineid drängen. Jessie Kunze gibt in einer Befragung durch die Polizei zu, sie sei ausgerastet und habe Luise im Affekt getötet.

## Hintergrund
Der Film wurde vom 12. November 2020 bis zum 22. Dezember 2020 in Frankfurt am Main und Umgebung gedreht.
Als Kulisse wurden mehrere Brücken im Stadtgebiet verwendet, darunter die an der Deutschherrnbrücke befindliche Parkanlage Zum Laurenburger Hof 75 in Sachsenhausen, wo der Fundort von Luises Leiche inszeniert wurde. An der Weißfrauenstraßein der Altstadt wurde die Fahrt zum Verlagsgebäudeaufgezeichnet, für das als Drehort das ehemalige Fernmeldeamt am Danziger Platz gewählt wurde. Das Café Kelle wurde an der Berger Straße 6 im Nordend in einer ehemaligen Tapas-Bar eingerichtet. Die Szenen, in denen Lunas Schwester von einem Radfahrer angefahren wird, entstanden in der Fußgängerunterführung an der Tramhaltestelle Riederhöfe. Das Gewächshaus Palmengarten stellt die Gärtnerei dar, in der Luises Freund Dennis arbeitet. Für die Siedlung, in der sich Dennis Wohnung befindet, wurde der Konrad-Duden-Weg 1 in Nieder-Eschbach gewählt. Die Szenen, in der Luna ihr Kind verliert, wurden an der Honsellbrücke gedreht. Aufnahmen von der Suche nach dem Kind entstanden am Mainwasenweg an der Osthafenbrücke.

## Soundtrack
Für den Soundtrack wurden mehrere Pop-Songs verwendet. Zu hören sind I Like It (2018) von Cardi B, Bad Bunny & J Balvin, Tick Tock (2020) von Clean Bandit & Mabel Feat. S1mba sowie Paper Planes (2007) von M.I.A.. Zudem fand Palak Paneer von Oliver Achatz Verwendung.

## Rezeption

### Einschaltquoten
Die Erstausstrahlung von Luna frisst oder stirbt am 31. Oktober 2021 wurde in Deutschland von 6,42 Millionen Zuschauern gesehen und erreichte einen Marktanteil von 21,4 % für Das Erste.

### Kritiken
Christian Buß von Der Spiegel schrieb: „Nellie, Luise, Luna – in einem kunstvollen Geflecht aus Rückblenden, visualisierten Buchpassagen und forensischen Rekonstruktionen treten die drei Rollen in ein symbiotisches Verhältnis. Hier ist jede Figur mehr als ihre Herkunft, mehr als ein Produkt ihrer jeweiligen Realität. Ihre Geschichte schreiben sie sich selbst.“
Bei der Süddeutsche Zeitung meinte Kritikerin Claudia Tieschky: „In ‚Luna frisst oder stirbt‘ […] bleiben Figuren oft so flach, dass sie als Einmerker zwischen Buchseiten passen könnten. Um die vielen, eigentlich interessant angelegten Personen auszuerzählen, hätte die Geschichte vermutlich als Serie verfilmt werden müssen, vielleicht wäre das sehr spannend geworden. Auch als die Buchmarkt-Satire, die stellenweise anklingt, ist der Film nicht konsequent genug. Trotzdem entwickelt das Ganze eine gewisse emotionale Wucht.“
Elmar Krekeler urteilte für Die Welt: Es [das Drehbuch] ist eines der klügsten dieses ‚Tatort‘-Jahres. So wie die Identitäten ins Fließen kommen, zerfließt auch die verkrustete Sonntagabendkrimi-Dramaturgie. Szenen gibt es da, die stecken voller Doppeldeutigkeiten, voller Anspielungen und tanzen trotzdem. Man muss nicht unbedingt einen erweiterten ‚Tatort‘-Begriff haben, um ‚Luna frisst oder stirbt‘ ganz wunderbar zu finden. Es geht auch so. Und am Ende, wenn alles aufgeklärt, aber nichts gut ist, will man zurückblättern, zurückblenden. Zurück zum Anfang dieses finsteren Märchens.
Bei der Frankfurter Allgemeinen Zeitung meinte Heike Hupertz: „Würde dieser ‚Tatort‘ in raffinierteren Spannungsbögen und mit mehr fiktionaler Vieldeutigkeit statt Behauptung erzählt, hätte er seinem Ansatz gerecht werden können. So aber ist er eine ziemlich plumpe, auch künstlich naive Angelegenheit. Dass nicht alles eins zu eins stimmt, was in Romanen steht, müssen die Kommissare hier erst stirnrunzelnd, dauerfragend und beständig herumpuzzelnd herausfinden.“
Bei Tittelbach.tv fasste Thomas Gehringer zusammen: „Was ist Dichtung, was ist Wahrheit im Roman einer jungen Autorin, die nach der Party am Tag des Erscheinens ihres Buches tot aufgefunden wird? […] Die „Tatort“-Reihe jünger und diverser aufzustellen, ist richtig und notwendig. Das Ergebnis ist in diesem Fall zwar kein innovatives Feuerwerk, doch Katharina Bischof und Johannas Thalmann gelingt ein Krimi, der sich nach etwas mühevollem Start zu einem überraschend spannenden, vielschichtigen Sozial- und Familien-Drama mausert.“ (Anm.: Der Autor vergibt viereinhalb von sechs möglichen Punkten.).